# José Alberto Martín-Toledano
José Alberto Martín-Toledano Suárez (Malagón, 26 de febrero de 1963-Madrid, 6 de abril de 2024) fue un político español. Fue diputado por Ciudad Real en el Congreso durante las X, XI y XII legislaturas.

## Biografía
Licenciado en Derecho por el CEU San Pablo de Madrid., trabajó como pasante para un despacho de abogados en San Sebastián entre 1988 y 1989 y en este año abrió su propio despacho, hasta 1995. Miembro del Ilustre Colegio de Ciudad Real, continúa como no ejerciente.
En 1991 fue elegido alcalde de Malagón, cargo que ejerció hasta 2003. Desde ese año, y hasta 2011, fue concejal de la oposición. Actualmente es concejal de Hacienda, Promoción Económica y Urbanismo. Fue diputado provincial de Ciudad Real entre 1995 y 2011, periodo durante el cual fue vicepresidente económico, hasta 1999, y portavoz del Grupo Popular. 
Entre 1995 y 1999 fue presidente de la Fundación Diario Lanza, de la empresa mixta de gestión de servicios del ciclo integral del agua EMASER y de la empresa pública de gestión de residuos RSUSA y del Consorcio RSU de Ciudad Real. Fue vicepresidente de las dos últimas entre 1999 y 2003 y en 2011 hasta su incorporación al Congreso.
En las elecciones generales de España de 2011 fue elegido diputado por la circunscripción electoral de Ciudad Real en el Congreso, y reelegido en 2015 y 2016, causando baja en 2019 al no ser elegido en las elecciones generales de España de abril de 2019.